# Aero L-60 Brigadyr
Dimensions
L'Aero L-60 Brigadyr est un monoplan monomoteur utilitaire tchèque.

## Développement
Après l’échec de l’Aero Ae 50, Aero développa sur demande du Ministère de la Défense (MNO) une machine sensiblement plus conventionnelle, largement inspirée du Fieseler Fi 156 allemand. C’était un quadriplace monoplan à aile haute contreventée et train classique fixe, de construction entièrement métallique, dont le prototype XL-60/01 [010] débuta ses essais le 24 décembre 1953 équipé d’un moteur Argus As 10C de 240 ch. Le 22 mars 1955 prit l’air un second prototype [OK-JEA], équipé cette fois d’un Praga Doris qui sera adopté en série. Il fut suivi le 28 juin 1955 du XL-60/03 [V-01], prototype de la version L-60A, sur lequel l’empennage vertical et la verrière arrière du poste de pilotage étaient modifiés. La production fut lancée en 1956 et 273 exemplaires furent construits jusqu'en 1960.

## Les versions
- L-60A : Avion de liaison et d’observation du champ de bataille produit en série dès 1956. Pouvant recevoir une mitrailleuse de 7,92 mm dorsale et 2 bombes légères sous voilure, ce modèle remplaça à partir de 1958 les Mraz K-65 de l’armée tchèque.
- L-60B : Version de travail agricole avec un réservoir de 350 litres d’insecticide ou fertilisant et une buse de pulvérisation montée sous le fuselage. Le prototype fut le XL-60/02 [OK-JEA], modifié dès 1955.
- L-60C : Quadriplace de sport pour les aéro-clubs.
- L-60D : Remorqueur de planeurs.
- L-60E : Version d'évacuation sanitaire.
- L-60F : Avion d'entraînement militaire.
- L-60S : Au milieu des années 1970 de nombreux L-60 Brigadyr étaient immobilisés pour des problèmes de rechanges de moteur. La solution fut de les remotoriser avec un Ivchenko AI-14R (en) en étoile produit par PZL.
- L-160 : Modification expérimentale en 1957 d’un appareil de série avec stabilisateur entièrement métallique légèrement agrandi et un seul mat de contreventement de l’aile.

## Utilisateurs
- Allemagne de l'Est[1] : À partir de 1958 Aero livrera 64 L-60B à Deutsche Luft Hansa (DLH) de RDA, ainsi que 20 L-60A à la NVA en 1960 comme avion d'entraînement et de liaison. En 1963 DLH fut rebaptisée Interflug, récupérant 49 Brigadyr, dont les appareils militaires. Les derniers ne seront réformés qu’en décembre 1970. L’organisation paramilitaire Gesellschaft für Sport und Technik (GST) utilisa également 14 L-60 entre 1960 en 1974.
- Argentine : 1 L-60A vendu et testé sous la désignation El Langostero. Il est probable que la motorisation ait été un obstacle à une commande.
- Bulgarie : 7 appareils livrés en 1963 et utilisés par l’armée de l’air bulgare jusqu’en 1983.
- République populaire de Chine : Au moins deux exemplaires livrés.
- Cuba : 20 appareils livrés en 1961 par le ministère de la Défense tchèque.
- Égypte: 10 exemplaires livrés en 1958 à l’armée de l'air égyptienne.
- Hongrie : 2 appareils livrés en 1960 [HA-BRA/B].
- Pologne : 3 L-60E vendus [SP-FXA/B/G].
- Roumanie : 3 L-60A livrés en 1957, dont un fut détruit sur accident en 1959.
- Sri Lanka : Quelques exemplaires vendus à l’aviation militaire.
- Suisse : 3 machines civiles [HB-EZC/D/E].
- Syrie : 1 exemplaire [YK-ACA].
- Tchécoslovaquie : 86 appareils utilisés entre 1955 et 1969 pour le travail agricole par CSA et 56 livrés au ministère de la Défense. Ces derniers servirent sous la désignation K-60 d’appareils d’observation et de liaison, les derniers étant retirés du service en 1968. Un certain nombre de L-60S volent toujours dans les aéro-clubs en 2007.
- Union soviétique : 2 exemplaires [CCCP-14340/1], probablement destinés à des fins d’évaluation.
- Yougoslavie : Quelques exemplaires ont été utilisés par les forces armées.

### Aéronefs comparables
- Yakovlev Yak-12
- Dornier Do 27